# Лаген
Лаген, Лагени или Лагино (грч. Τριανταφυλλιά, Триандафилија) је насеље у Грчкој у општини Лерин, периферија Западна Македонија. Према попису из 2021. било је 44 становника.
Македонски историчар Тодор Симовски, 1998. године наводи да је Лаген словенско насеље.

## Становништво
| Година       | 1951 | 1961 | 1971 | 1981 | 1991 | 2001 | 2011 |
| ------------ | ---- | ---- | ---- | ---- | ---- | ---- | ---- |
| Становништво | 210  | 188  | 95   | 81   | 101  | 83   | 64   |